# وباء الحمى الصفراء في فيلاديلفيا عام 1793

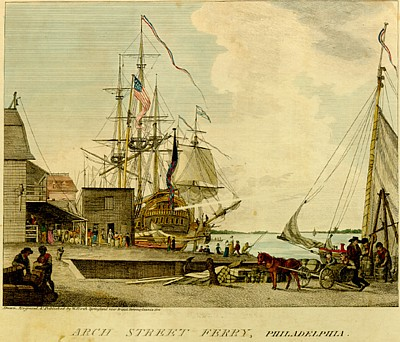

خلال وباء الحمى الصفراء في فيلاديلفيا، وُضع 5,000 شخص أو أكثر في السجل الرسمي للوفيات بين 1 أغسطس و9 نوفمبر. توفي القسم الأعظم منهم جرّاء الحمى الصفراء، ما جعل الوباء في هذه المدينة التي يقطنها 50,000 شخص أحد أشد الأوبئة في تاريخ الولايات المتحدة. بحلول نهاية سبتمبر، كان قد هرب من المدينة 20,000 شخص تقريبًا. وصل معدل الوفيات إلى ذروته في أكتوبر قبل أن يقتل الصقيع البعوض واضعًا بذلك حدًا للوباء في نوفمبر. جرب الأطباء مجموعة من العلاجات، لكنهم لم يعلموا لا أصل هذه الحمى ولا إذا كانت تنتقل عن طريق البعوض (الأمر الذي لم يُكتشف حتى نهاية القرن التاسع عشر).
نظّم العمدة ولجنة من أربعة وعشرين شخصًا مشفى للحمى في بوش هيل وقاموا بإجراءات أخرى. طلبت المدينة مساعدة المجتمع الأفريقي الحر ووافق الأعضاء على ذلك بسهولة بناء على الافتراضات الخاطئة التي مفادها أن الأفريقيين الأصليين ستكون لديهم نفس المناعة الجزئية للمرض الجديد لأن الكثير منهم قد أصيبوا بالملاريا، وهي أكثر مصدر لأوبئة الحمى شيوعًا خلال أشهر الصيف. ساعدت الممرضات ذوات البشرة السوداء المرضى، ووظف قادة المجموعة رجالًا إضافيين لنقل الجثث التي كان معظم الناس يتجنبون لمسها بعيدًا. توفي ذوو البشرة السوداء في المدينة بنفس المعدل، 240 بالإجمال تقريبًا.
رفضت بعض البلدات المجاورة استقبال اللاجئين من فيلاديلفيا خوفًا من كونهم يحملون الحمى. خضعت المدن الساحلية الكبيرة مثل بالتيمور ونيويورك لحجر صحي ضد اللاجئين والبضائع القادمة من فيلاديلفيا رغم إرسال نيويورك مساعدات مالية لهذه المدينة.

## البدايات
في ربيع عام 1793، وصل لاجئون من المستعمرات الفرنسية مع بعض العبيد من كاب فرانسيس وسانت دومينيك (هاييتي حاليًا). كان الـ2,000 مهاجر هؤلاء هاربين من ثورة العبيد في شمال الجزيرة. تجمعوا في ميناء فيلادلفيا، حيث بدأ أول وباء حمى صفراء منذ 30 عامًا في المدينة في أغسطس. من المحتمل أن اللاجئين والسفن قد حملوا فيروس الحمى الصفراء والبعوض. ينتقل الفيروس من خلال عضات البعوض. يتكاثر البعوض بسهولة في مجموعات صغيرة في المياه الراكدة. لم يفهم المجتمع الطبي والآخرون في عام 1793 دور البعوض في نقل الحمى الصفراء والأمراض الأخرى. كتب الأطباء والناجون الآخرون من الوباء كثيرًا عن محاولتهم التعلم من الأزمة.
في الموانئ والمناطق الساحلية للولايات المتحدة، وحتى في الشمال الشرقي، كان شهرا أغسطس وسبتمبر يُعدان «موسم المرض»، إذ يشيع فيهما حدوث الحمى. في الجنوب، كان المزارعون وغيرهم من الأغنياء بشكل كافٍ يتركون البلاد المنخفضة عادةً خلال هذا الموسم. اعتقد السكان الأصليون أن القادمين الجدد بصورة خاصة كانوا يخضعون «لتبدل موسمي»، وكانوا أكثر عرضة للوفاة جراء ما كان يُعتقَد أنه حُميات موسمية في السنوات الأولى في المنطقة. كانت فيلاديلفيا بعد ذلك العاصمة المؤقتة للولايات المتحدة، وكانت الحكومة نتيجة لذلك تعود في الخريف. غادر الرئيس جورج واشنطن المدينة.
كان أول شخصين يُتوفيان جراء الحمى الصفراء في بداية أغسطس في فيلاديلفيا كليهما مهاجرين حديثي القدوم، أحدهما من أيرلندا والآخر من سانت دومينيك. نُشرت رسائل تصف حالتيهما في منشور بعد وفاتهما بنحو شهر. كان الطبيب الشاب الذي أرسله مراقبو الفقراء لمعالجة المرأة الأيرلندية حائرًا، ولم ينجح علاجه في إنقاذها.
عرض كتابٌ نشره بيلي جي. سميث، بروفيسور التاريخ في جامعة ولاية مونتانا، عام 2013 قضية أن العامل الأساسي في وباء عام 1793 في فيلاديلفيا (والموانئ الأخرى على الأطلسي) كان السفينة التجارية البريطانية هانكي التي هربت من مستعمرة بولاما في غرب أفريقيا (جزيرة خارج غرب أفريقيا تُسمى في الوقت الحالي غينيا بيساو) في نوفمبر الماضي ناشرة الحمى الصفراء في كل ميناء تصله في الكاريبي والساحل الأطلسي الشرقي.

## إعلان الوباء
بعد أسبوعين، وبعد تزايد عدد حالات الحمى الصفراء، رأى الدكتور بنجامين راش، الذي كان طبيبًا متدربًا خلال وباء عام 1762 في المدينة، النمطَ؛ أدرك أن الحمى الصفراء قد عادت. حذر راش زملاءه والحكومة من أن المدينة كانت تواجه وباءً من «الحمى الصفراء المعاودة القاتلة شديدة العدوى». بالإضافة إلى التحذير، لم يكن الضحايا الرئيسيون -بعكس معظم الحُميات- ذوي أعمار صغيرة جدًا أو كبيرة جدًا. كانت الكثير من الوفيات الأولى من المراهقين وأرباب العائلات في المناطق المجاورة للميناء. نظرًا إلى اعتقادها أن اللاجئين القادمين من سانت دومينيك كانوا يحملون المرض، فرضت المدينة حجرًا صحيًا يمتد من أسبوعين إلى ثلاثة أسابيع على المهاجرين وبضائعهم، لكنها لم تكن قادرة على تنفيذه لأن الوباء زاد انتشاره.
في ذلك الوقت، كانت فيلاديلفيا، وهي أكبر مدينة في الولايات المتحدة ويقطنها 50,000 شخص تقريبًا، متراصة نسبيًا وكانت معظم المنازل ضمن نطاق سبعة أحياء من مينائها الرئيسي على نهر ديلاوير. امتدت منشآت الإرساء من ساوثوارك في جنوب المدينة إلى كينسينغتون في شمالها. تركزت حالات الحمى في البداية حول شارع القنطرة في رصيف الميناء. ألقى راش اللوم على «بعض القهوة التالفة التي تعفنت على رصيف الميناء قرب شارع القنطرة» لتسببها بالحمى. بعد ذلك بفترة قصيرة، ظهرت حالات في كينسنغتون. لأن الميناء كان مهمًا لاقتصاد الولاية، كانت مسؤولية صحتها تقع عاتق محافظ بنسلفانيا توماس ميفلين. سأل طبيبَ الميناء، الدكتور جيميس هوتشينسون، ليساعده في تقييم الظروف. وجد الطبيب أن 67 من أصل 400 قاطن قرب شارع القنطرة في رصيف الميناء كان مريضًا، لكن 12 شخصًا منهم فقط كان لديهم «حمى خبيثة». مدفوعًا بما أخبره به راش وآخرون، طلب العمدة ماثيو كلاركسون من المجتمع الطبي للمدينة، كلية الأطباء، أن يلتقوا وينصحوا حكومة المدينة والمواطنين بكيفية التصرف.
وصف راش لاحقًا بعض الحالات الأولى: في 7 أغسطس، عالج شابًا من صداع وحمى وإقياء، وفي يوم 15 من نفس الشهر، عالج أخاه. في نفس اليوم، أصبحت امرأة يعالجها صفراء اللون. في 18 أغسطس، لم يكن لدى رجل في اليوم الثالث من الحمى أي نبض، وكان باردًا ورطبًا وأصفر اللون، لكن كان بوسعه الجلوس في سريره. مات بعد ذلك بعدة ساعات. في 19 من ذات الشهر، توفت امرأة خلال ساعات من زيارة راش لها. قال طبيب آخر أن خمسة أشخاص قد تُوفوا أمام بابها. لم يكن أي من هؤلاء الضحايا مهاجرًا حديث الوصول.
نشرت الكلية رسالة في صحف المدينة، كتبتها لجنة ترأسها راش، تقترح 11 إجراءً لمنع تطور الحمى. حذروا المواطنين ليتجنبوا التعب، والشمس الحارقة، وهواء الليل، والإكثار من الكحول، وأي شيء آخر قد يضعف مناعتهم. إن الخل والكافور في الغرف المصابة «لا يمكن استخدامهما بشكل متكرر على المناديل، أو في زجاجات الاستنشاق، من قبل أشخاص يتمثل واجبهم بزيارة المرضى أو الاهتمام بهم». لخصوا إجراءات للجهات الرسمية في المدينة: إيقاف قرع أجراس الكنيسة وجعل أعمال الدفن خاصةً، وتنظيف الشوارع وأرصفة الميناء، وتفجير البارود في الطرقات لزيادة كمية الأكسجين. يجب أن يتجنب كل شخص الاتصال غير الضروري بالمرضى. أُرسلت طواقم لتنظيف أرصفة الميناء والشوارع والسوق، ما أبهج أولئك المتبقين في المدينة. تمكن الكثير من هؤلاء من مغادرة المدينة.
حافظت إليزابيث درينكر، وهي امرأة متزوجة منتمية إلى الكويكرز، على مجلة لسنوات؛ يروي حسابها منذ 23 أغسطس وحتى 30 أغسطس القصة المتسارعة لانتشار المرض في المدينة وارتفاع أرقام الوفيات. وصفت أيضًا العديد من الناس الذين غادروا المدينة.

### المشافي المؤقتة
لم تكن مشفى بنسلفانيا تقبل مرضى مصابين بأمراض معدية مثل كل المشافي في ذلك الوقت.
سيطر حماة الفقراء على بوش هيل، وهو عقار بمساحة 150 فدانًا خارج المدينة، الذي كان مالكه ويليام هاميلتون في إنجلترا في زيارة مطولة. كان نائب الرئيس جون آدامز قد استأجر مؤخرًا المنزل الرئيسي، لذا وُضع مرضى الحمى الصفراء في المباني الخارجية. وُظّفت ممرضات لمعالجة المرضى، بأوامر الأطباء الشباب في المدينة، الذين كانوا يزورونهم بصورة يومية.